# 12-es busz (Ózd, –2015)
Az ózdi 12-es jelzésű autóbusz egy helyi járat volt, ami a Kórház és a Bibó István utca között közlekedett. A viszonylatot az ÉMKK Zrt. üzemeltette.

## Megállóhelyei
Az átszállási kapcsolatok között az azonos, de kissé eltérő útvonalon – az Autóbusz-állomás és/vagy a Tesco érintésével – közlekedő 12A, 12AT és 12T busz nincs feltüntetve.
| 0  | Kórház végállomás                  | 15 | 1A, 2, 2T, 20, 20T                                          |
| 3  | Petőfi tér                         | 12 | 1A, 2, 2T, 20, 20T 4153, 4157, 4158, 4160                   |
| 4  | József Attila utca 3.              | ∫  | 1A, 2, 2T, 20, 20T                                          |
| ∫  | 48-as utca 8.                      | 11 | 1A, 2, 2T, 20, 20T 4158                                     |
| 5  | Hotel Ózd                          | 10 | 1A, 2, 2T, 20, 20T 4153, 4158, 4160                         |
| 7  | Gyújtó tér                         | 9  | 2, 2A, 2T, 4, 7, 8, 8A, 20, 20A, 20AT, 20T, 21, 22, 26, 26A |
| 9  | Városház tér                       | 7  | 2, 2A, 2T, 20, 20A, 20AT, 20T, 21, 26, 26A 4185, 4186       |
| 10 | Bolyki elágazás                    | 5  | 2, 2A, 2T, 20, 20A, 20AT, 20T, 21, 26, 26A 4185, 4186       |
| 11 | Zrínyi utca 5.                     | 4  | 2, 2A, 2T, 20, 20A, 20AT, 20T, 21 4186                      |
| 12 | Árpád Vezér Utcai Általános Iskola | 3  | 2, 2A, 2T, 20, 20A, 20AT, 20T, 21 4186                      |
| 13 | Civil Ház                          | 2  | 2, 2A, 2T, 20, 20A, 20AT, 20T, 21 4186                      |
| ∫  | Strandfürdő                        | 1  | 2, 2A, 2T, 20, 20A, 20AT, 20T, 21 4186                      |
| 14 | Bibó István utca végállomás        | 0  |                                                             |